# Pui de baltă

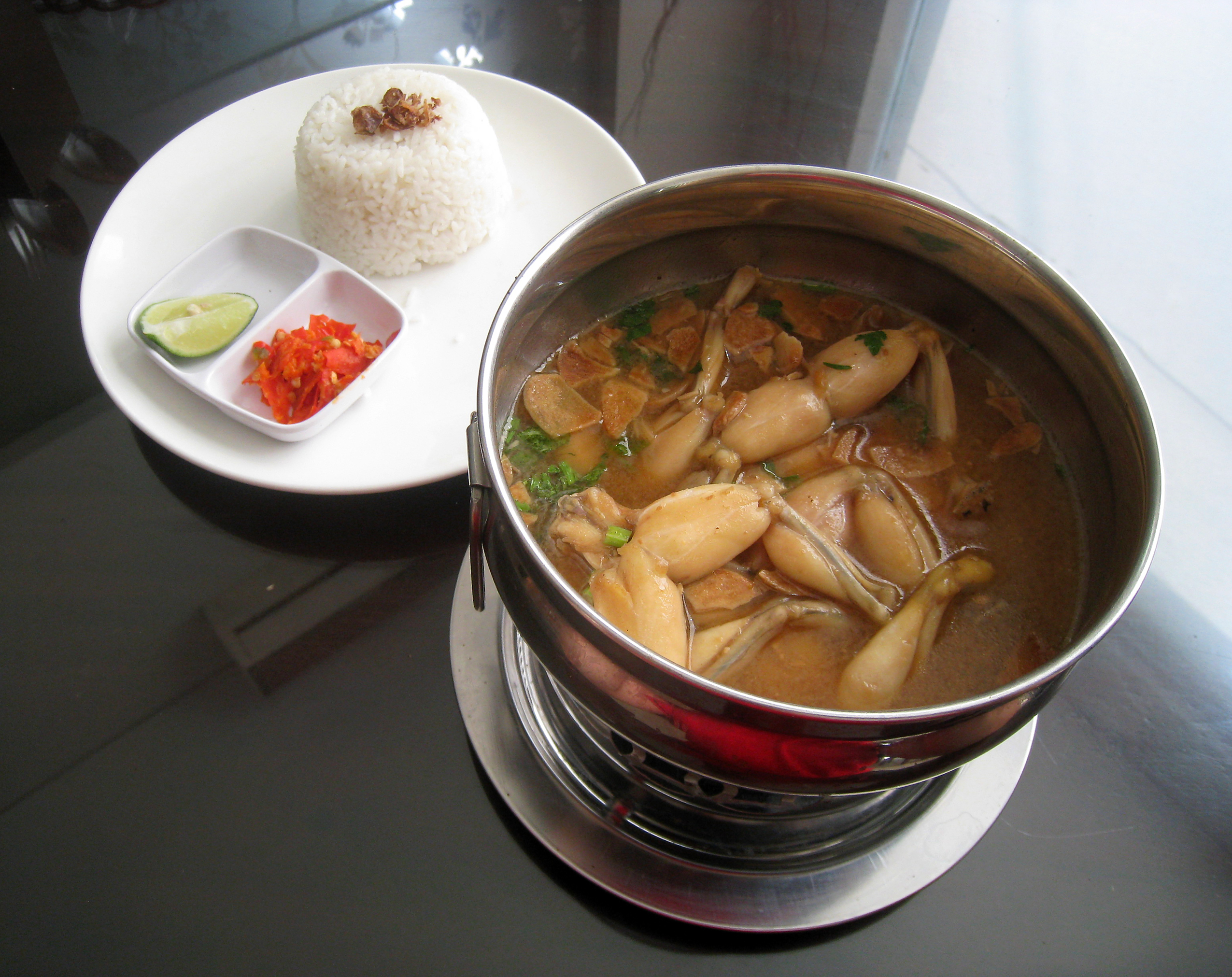
Swikee Kodok Oh, pui de baltă în supă tauco, preparat servit cu orez la un restaurant din Jakarta

Puii de baltă reprezintă un produs culinar constituit din pulpe de broască comestibilă gătite, fiind una dintre cele mai bine-cunoscute delicatese ale bucătăriilor franceză și chinezească. Produsul este consumat  în alte părți ale lumii, în țări precum Vietnam, Thailanda, Indonezia, Italia, Portugalia, Spania, Albania, Slovenia, România, Grecia și SUA. Începând din 2014, cel mai mare exportator mondial de broaște este Indonezia (de asemenea, mare consumatoare). În regiuni precum Brazilia, Mexic și Caraibe, broaștele sălbatice sunt prinse în vederea consumului.
Picioare de broască sunt bogate în proteine, acizi grași cu conținut ridicat de omega-3, vitamina A și potasiu. Gustul este descris ca fiind asemănător celui al cărnii de pui datorită aromei ușoare, cu o textură similară aripioarelor de pui. Gustul și textura puilor de baltă sunt situate aproximativ între pui și pește.